# Matt Grevers
Matthew Grevers (* 26. März 1985 in Lake Forest, Illinois) ist ein ehemaliger US-amerikanischer Schwimmer.
Matt Grevers war ein Spezialist für die Freistil- und Rückenstrecken. Der Schwimmer aus Tucson gewann bei den Kurzbahnweltmeisterschaften 2004 in Shanghai die Bronzemedaille mit der 4-mal-100-Meter-Freistilstaffel. Über 100 m Rücken und 100 m Lagen erreichte der Student der Northwestern University Rang sieben. Als Zweiter über 100 m Rücken und als Fünfter über 100 m Freistil konnte sich der Sportler von Tucson Ford Dealers Aquatics bei den US-Trials für die Olympischen Sommerspiele 2008 qualifizieren. In Peking gewann er hinter seinem Landsmann Aaron Peirsol die Silbermedaille auf der 100-Meter-Rückenstrecke. Zudem wurde er im Vorlauf der 4-mal-100-Meter-Freistilstaffel eingesetzt, die später im Finale ohne ihn Gold gewann. Bei den Olympischen Spielen 2012 in London gewann er die Titel über 100 m Rücken und mit der Lagenstaffel sowie Silber in der 4-mal-100-Meter-Freistilstaffel hinter Olympiasieger Frankreich.

## Rekorde
| Weltrekorde (1)                                                                          | Weltrekorde (1) | Weltrekorde (1)   | Weltrekorde (1) |
| ---------------------------------------------------------------------------------------- | --------------- | ----------------- | --------------- |
| 4 × 100 m Freistil (Kurzbahn) (mit Nathan Adrian, Garrett Weber-Gale und Michael Phelps) | 3:03,30 min     | 19. Dezember 2009 | Manchester      |
| (Stand: 7. August 2010)                                                                  |                 |                   |                 |